# IC 4660
IC 4660 est une galaxie spirale située dans la constellation de la Petite Ourse. Sa vitesse par rapport au fond diffus cosmologique est de 1 243 ± 4 km/s, ce qui correspond à une distance de Hubble de 17,6 ± 1,2 Mpc (∼57,4 millions d'al). Cette galaxie a été découverte par l'astronome britannique Isaac Roberts en 1895.
IC 4660 présente une large raie HI.
À ce jour, quatre mesures non basées sur le décalage vers le rouge (redshift) donnent une distance de 12,950 ± 3,760 Mpc (∼42,2 millions d'al), ce qui est tout juste à l'extérieur des valeurs de la distance de Hubble.

## Groupe de NGC 6412
IC 4660 fait partie d'un trio, le groupe de NGC 6412. L'autre galaxie du trio est UGC 10792.